# Petrus Kiers

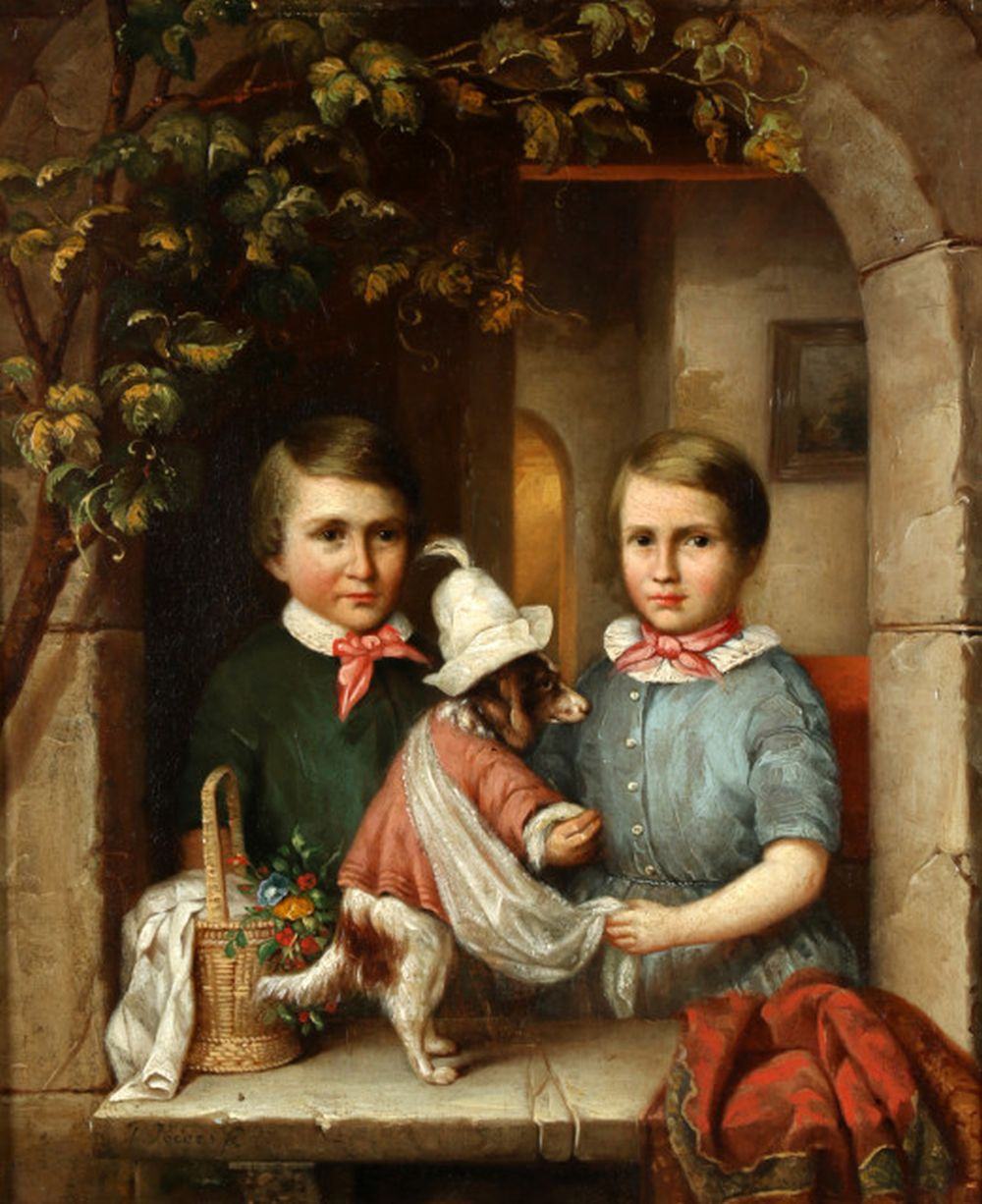
Kinder mit gekleidetem Hund im Fensterrahmen

Petrus Kiers (* 5. Januar 1807 in Het Groeneveld bei Meppel; † 17. November 1875 in Amsterdam)  war ein niederländischer Genremaler und Fotograf.
Kiers wurde als Sohn von Laurens Kiers und Catarina de Vries geboren. Kiers wurde von dem Maler Douwe de Hoop (1800–1830) unterrichtet und studierte in den Jahren 1825 und 1826 an der Koninklijke Akademie van Beeldende Kunsten (Amsterdam). Er war sein ganzes Leben lang in Amsterdam tätig, nur die Jahre von 1862 bis 1864 verbrachte er in Assen.
Kiers malte Porträts, Stillleben, Genreszenen und Stadtlandschaften. Kiers war ab 1839 Mitglied der Künstlervereinigung „Arti et Amicitiae“ in Amsterdam. Er unterrichtete 5 Jahre lang die Malerinnen Henriëtte Addicks und Maria Vos.
Bis 1864 arbeitete er als Fotograf zusammen mit Johann Benjamin Snoek unter dem Namen „Snoek en Kiers“. Nach dem Tod seines Geschäftspartners wurde das Fotostudio 1865 von H.C. Donk & Co. weitergeführt. Kiers besaß auch ein Fotostudio in Assen.
Kiers heiratete am 20. April 1837 in Amsterdam die Malerin Elisabeth Alida Haanen. Ihre Tochter Catharina und ihr Sohn George Lourens Kiers wurden wie ihre Eltern Maler. Nach dem Tod seiner Frau im Jahr 1845 heiratete er am 4. April 1850 in Amsterdam Antonia Bregitta Johanna Altius. 
Seine Arbeiten wurden unter anderem in Amsterdam, Paris und New York ausgestellt.